# Mason (Schiff, 1944)
Die USS Mason (DE-529) war ein Geleitzerstörer der United States Navy und gehörte zur Evarts-Klasse. Der Geleitzerstörer wurde nach Ensign Newton Henry Mason, der 1942 während der Schlacht im Korallenmeer gefallen war und posthum mit dem Distinguished Flying Cross ausgezeichnet wurde, benannt. Das Schiff, das 1944 und 1945 in Dienst stand, war eins von zwei Schiffen der US Navy, deren Besatzungen erstmals zum größten Teil aus Afroamerikanern bestanden. Das andere Schiff war das Patrouillenboot USS PC-1264, ein U-Jagd-Boot der PC-461-Klasse.

## Geschichte

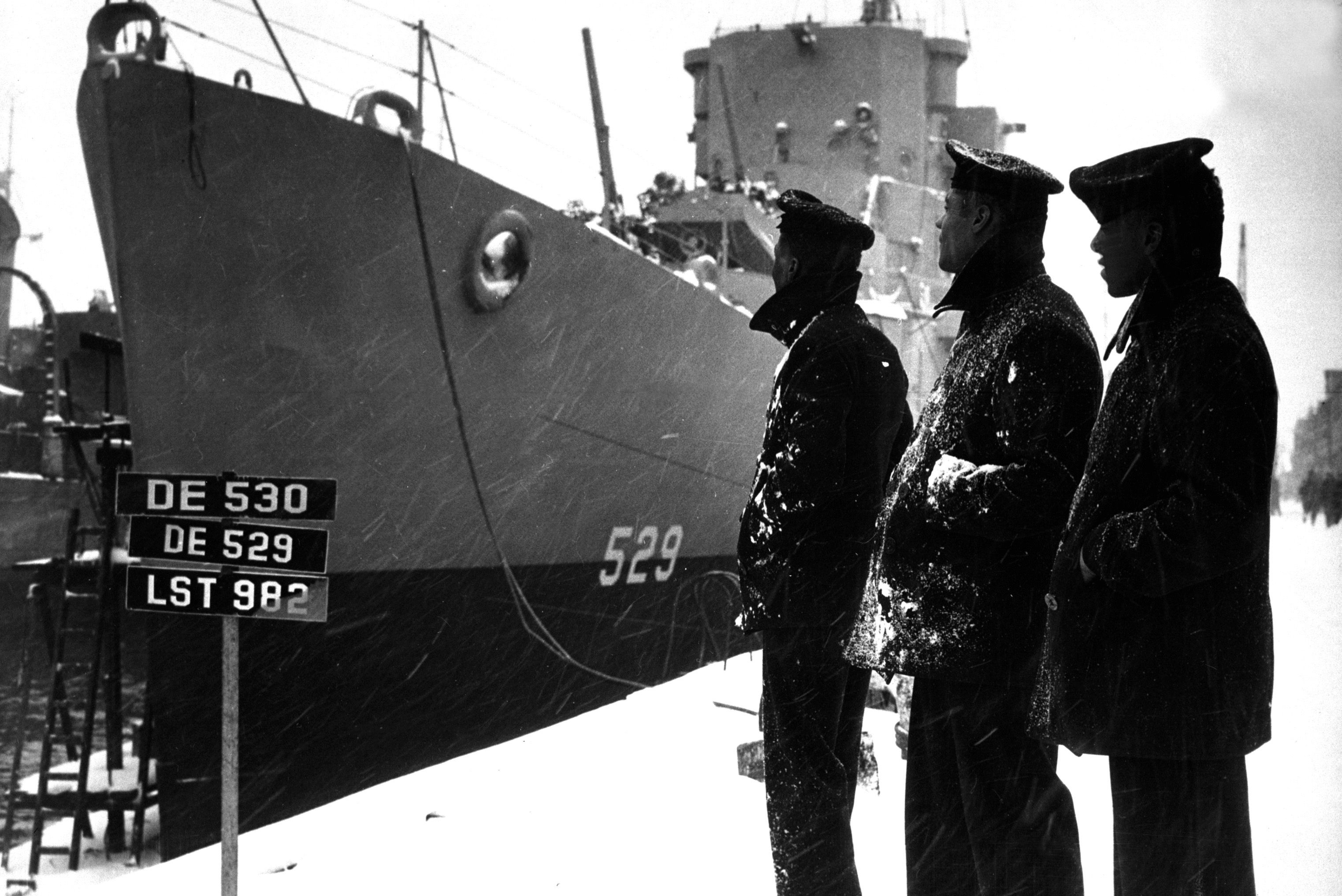
Afroamerikanische Besatzungsmitglieder neben der Mason am 20. März 1944 in Boston

Der Geleitzerstörer USS Mason wurde als zweites Schiff dieses Namens am 14. Oktober 1943 im Boston Navy Yard auf Kiel gelegt. Nach nur knapp einem Monat Bauzeit auf der Helling lief das Schiff, getauft durch die Mutter des Namensgebers Ensign Newton Henry Mason, am 17. November 1943 vom Stapel. Nach Abschluss der Ausrüstungsarbeiten wurde der Geleitzerstörer am 20. März 1944 unter dem Kommando von LCdr William M. Blackford, USNR, in Dienst gestellt. Die Baukosten betrugen etwa 5 Millionen US-Dollar.
Auf Schiffen der US Navy wurden Afroamerikaner üblicherweise nur als Wäscher, Hilfsköche oder Stewards eingesetzt. Am 9. Dezember 1941 schickte die NAACP dem US-Marineminister Frank Knox zunächst ein Telegramm mit der Bitte, Afroamerikaner auch in anderen Bereichen einzusetzen, was die Führung der Navy jedoch ablehnte. Am 17. Dezember verfasste die NCAAP dann einen Brief an US-Präsident Franklin D. Roosevelt, in dem der gleichberechtigte Zugang zu allen Bereichen der Navy gefordert wurde. Roosevelt intervenierte und verfügte schließlich im Juni 1942 per Präsidialerlass das Verbot von Rassendiskriminierung in Behörden der Bundesregierung, kriegswichtigen Unternehmen und im Militär. Mit dem Hinweis auf mögliche Unruhen in den Navy-Einheiten, schlug das Beratungsgremium der US-Navy, das General Board of the United States Navy, dem auf eine Lösung dringenden US-Präsidenten als Kompromiss vor, Afroamerikaner nicht in bestehende Besatzungen zu integrieren, sondern geschlossen in eigenen Einheiten in Einrichtungen an Land, auf lokalen Verteidigungsschiffen, in Baueinheiten und auf ausgewählten Kuttern der Küstenwache einzusetzen. Roosevelt willigte ein und so verkündete die US-Navy bereits am 7. April 1942, mehr als zwei Monate vor Inkraftsetzung des Präsidialerlasses, dass sich Afroamerikaner ab dem 1. Juni für den allgemeinen Dienst in der Navy bewerben könnten. Dies war der Grundstein für die Bildung der afroamerikanischen Besatzungen auf der USS Mason und dem U-Jagd-Boot PC-1264, deren Schiffe nach Abschluss der Ausbildung auch für Geleitzugaufgaben eingesetzt wurden. An Bord der USS Mason waren die gesamten unteren Dienstgrade in allen Abteilungen afroamerikanischer Herkunft. Nur Unteroffiziere und Offiziere waren „weiß“. Diese Ränge wurden Afroamerikanern erst Anfang 1944 zugänglich.
Nach der „shakedown cruise“, der ersten Erprobungsfahrt vor den Bermudas, verließ die Mason am 14. Juni Charleston, South Carolina, um einen Konvoi nach Europa zu begleiten. Über die Azoren lief der Verband nach Belfast, von wo aus die Mason an die US-Ostküste zurückkehrte und am 2. August in Boston einlief. Den August 1944 verbrachte der Geleitzerstörer mit der Eskortierung von Schiffen vor der US-Küste.
Am 2. September lief die Mason in New York City ein, von wo aus sie den Konvoi NY 119 über den Atlantik begleitete. Trotz schwerer See und stürmischen Wetters kam das Schiff mit einigen Einheiten des Konvois am 18. Oktober in Falmouth an. Von Plymouth aus lief die Mason über die Azoren nach New York zurück, wo sie am 22. November eintraf. Am 17. Dezember wurde das Schiff in Norfolk der Task Force 64 zugeteilt, mit der die Mason zwei Tage später mit einem ins Mittelmeer laufenden Konvoi den Hafen verließ. Am 4. Januar 1945 verließ der Zerstörer vor Gibraltar den Verband und lief einen Tag später Oran in Algerien an.
Zusammen mit der Task Group 60.11 verließ die Mason Oran am 7. Januar in Richtung Vereinigte Staaten. Vier Tage nach Verlassen des Hafens wurde auf dem Radar ein Oberflächenziel ausgemacht, das der Geleitzerstörer rammte und mit Wasserbomben bekämpfte. Das vermeintliche U-Boot entpuppte sich jedoch als Treibholzansammlung. Am 19. Januar lief das Schiff in Saint George’s auf den Bermudas ein, wo kleinere Schäden repariert wurden. Fünf Tage später erreichte die Mason den New York Navy Yard.
Von Norfolk aus folgte am 12. Februar ein weiterer Eskorteinsatz ins Mittelmeer. Am 28. Februar traf der Konvoi in Gibraltar ein, von wo aus die Mason erneut nach Oran lief. Zusammen mit einem Konvoi, der über die Bermudas in die Chesapeake Bay lief, verließ die Mason am 8. März Algerien, am 24. März lief sie wieder in New York ein. Im Anschluss folgten Sonarübungen vor New London, Connecticut und Jägerleitübungen mit Marinefliegern vor Quonset Point, Rhode Island. Am 10. April verließ der Geleitzerstörer Norfolk mit einem weiteren Konvoi, dessen Eskorte er vor Gibraltar am 28. April beendete. Zwei Tage nachdem die Mason Algerien verlassen hatte, wurde am 9. Mai die deutsche Kapitulation vermeldet.
Nach der Rückkehr nach New York am 23. Mai wurde das Schiff an der Ostküste eingesetzt, zwischen dem 28. Juli und dem 18. August war die Mason dem Naval Training Center in Miami, Florida, als Schulschiff zugeteilt. Am 20. August lief das Schiff in New London, Connecticut ein, wo es für Tests zur Unterwasserübertragung im Seegebiet um die Bermudas ausgerüstet wurde. Die Tests dauerten bis in den September 1945, am 8. September verließ die Mason die Bermudas und lief zwei Tage später in Charleston, South Carolina, ein.
Die USS Mason wurde am 12. Oktober 1945 außer Dienst gestellt, ihr Name wurde am 1. November aus den Schiffsregistern der Marine gestrichen. Am 18. März 1947 wurde der Rumpf an Mr. Thomas Harris zur Verschrottung verkauft.